# Sancey-le-Grand
Sancey-le-Grand è una frazione di 992 abitanti situata nel dipartimento del Doubs nella regione della Borgogna-Franca Contea. Comune autonomo fino al 2015, dal 1º gennaio 2016 si è fusa con il comune di Sancey-le-Long per formare il nuovo comune di Sancey.

## Società

### Evoluzione demografica
Abitanti censiti